# Emilie Autumn
Emilie Autumn Liddell (Los Angeles, 1979. szeptember 22. –) művésznevén Emilie Autumn amerikai énekes-dalszerző, költő és hegedűművész. Zenei stílusát hol a glam rock műfajába sorolja be, hol „victoriandustrial”-nek nevezi – a „viktoriánus” és „indusztriális” összevonásából; hatással volt rá a klasszikus zene, a cabaret, az elektronikus zene, a glam rock. Az ihletet nagyrészt drámákból, regényekből és a történelemből, különösen a viktoriánus korból meríti. Fellépésein The Bloody Crumpets nevű, nőkből álló zenekara kíséri. Nyíltan beszél bipoláris zavaráról és elmegyógyintézetben töltött idejéről, mely 2010-ben megjelent, The Asylum for Wayward Victorian Girls című önéletrajzi regényében is fontos szerepet kap.
A kaliforniai Malibuban nőtt fel, négyéves korától kezdve tanult hegedülni, kilencévesen abbahagyta az iskolát, hogy világhírű hegedűművész lehessen. Naponta 8-9 órát gyakorolt a hangszeren, emellett rengeteget olvasott. Miután elkezdett ő maga is zenét szerezni, több tanártól is tanult, majd felvették az Indianai Egyetemre, amit később abbahagyott, mert nem értett egyet az elvárásokkal a klasszikus zenét előadó művészek megjelenését illetően. Saját független lemezkiadójánál, a Traitor Recordsnál jelentette meg első albumát On a Day: Music for Violin & Continuo címmel 1997-ben. Ez még klasszikus zenei darabok feldolgozását tartalmazta. Első saját szerzeményeit tartalmazó albuma, a témájában a természetfölöttivel foglalkozó Enchant 2003-ban jelent meg.
2004-ben Courtney Love énekesnő kísérőzenekarának tagja volt Love America's Sweetheart turnéján. 2006-ban a német Trisol Music Group jelentette meg Emilie Opheliac című albumát. 2007-ben ezt követte a Laced/Unlaced két CD-ből álló album, melynek első fele az On a Day… új kiadása, a másodikon Emilie saját szerzeményei hallhatóak. Később elhagyta a Trisol kiadót és 2009-ben a New York-i The End Recordshoz szerződött, ami az Egyesült Államokban is megjelentette az addig csak Európában kapható Opheliac albumot. Legújabb, Fight Like A Girl című albuma 2012-ben jelent meg.

## Élete és pályafutása

### 1979–2000: A kezdetek

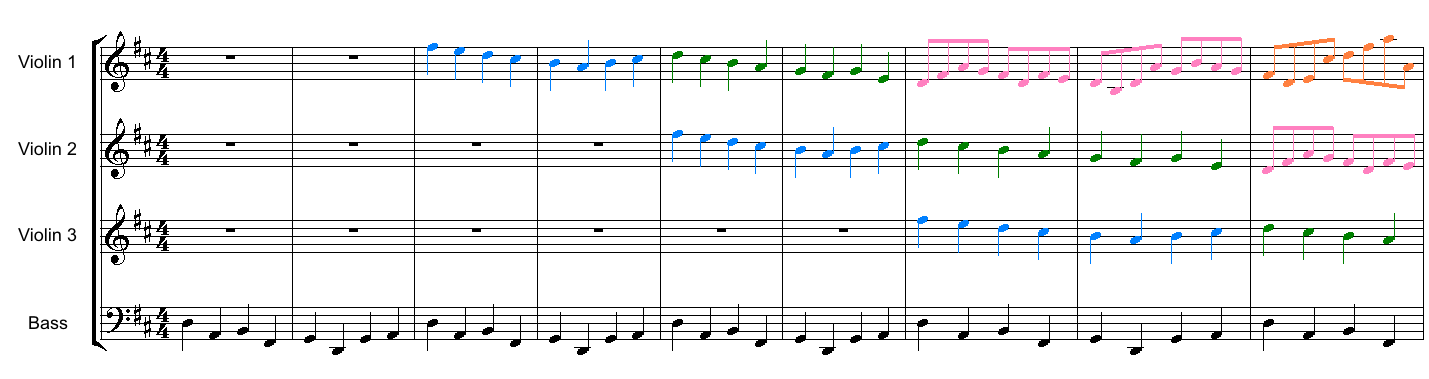
Emilie annak tulajdonítja zeneszerzői képességét, hogy gyerekként Pachelbel Kánon D-dúrban című művét játszotta le a fejében elalvás előtt, hogy elnyomja a bipoláris zavar okozta hangbeli hallucinációkat és el tudjon aludni.

Emilie Autumn Los Angelesben született 1979. szeptember 22-én, és Malibuban nőtt fel, bár azt is mondta, hogy Los Angelesben. „Az, hogy a természet és a tenger vett körül, nagy szerepet játszott abban, hogy független és szabadságvágyó lettem” – nyilatkozta egyszer. Édesanyja varrónőként dolgozott; abból a családból származott, amelyikből az Alíz Csodaországbant ihlető Alice Liddell. Emilie apja német cirkuszi előadó volt, kilencévesen költözött családjával Amerikába és tizennégy évesen megszökött otthonról. Érzelmileg sosem állt közel a lányához, Emilie szerint bántalmazta és tönkretette a gyerekkorát. Emilie-nek egy lánytestvére van. Családjában nincs más zenész, de mindannyian szeretik a zenét, többféle műfajt is.
Emilie négyévesen kezdett hegedülni. Később így emlékezett vissza: „Emlékszem, hogy egy hegedűt kértem, de azt se tudtam, mi az. Lehet, hogy azt hittem, póni vagy valami ilyesmi, de nem emlékszem, hogy csalódott lettem volna.” Négy évvel később lépett fel először hegedűsként egy zenekarral, és egy versenyt is megnyert. Kilenc- vagy tízéves korában otthagyta az iskolát, hogy csak a hegedüléssel foglalkozzon és világhírű hegedűművész legyen. Az iskolára így emlékszik vissza: „Egyébként is utáltam. A 'fura', 'antiszociális' jelzők, a fenyegetések miatt nem volt okom, hogy tovább járjak, ezért nem jártam.” Ezután otthon tanították tovább, napi nyolc-kilenc órát gyakorolt hegedűn, zenekarral is, és rengeteget olvasott. Nagy CD-gyűjteménye volt hegedűhangversenyekből, szimfóniákból, kamarazenéből, operából és egy kevés dzsesszből is. Tizenhárom-tizennégy évesen kezdett saját dalokat szerezni és verseket írni, bár az éneklést nem tervezte. Számos tanártól tanult, majd a bloomingtoni Indianai Egyetemre ment, de két év múlva otthagyta, mert nem értett egyet a fennálló nézetekkel, melyek az egyéniség kifejezését alárendelték a klasszikus zenészekkel szembeni elvárásoknak. Ő úgy vélte, sem a közönség, sem az eredeti szerző nem sértődne meg látván az előadó öltözködését és megjelenését.
Bár csak hegedülni akart, énekelni nem, tizennyolc éves korában elénekelte egy dalát egy híres producernek, aki le akarta szerződtetni kiadójához, hogy megmutassa, hogy kellene hangoznia a dalnak szerinte. Nem tetszettek neki a dalain eszközölt változások, ezért otthagyta a kiadót és megalapította sajátját, a Traitor Recordsot. Ennél jelent meg klasszikus zenei albuma, az On a Day: Music for Violin & Continuo, melyet 1997-ben, tizenhét éves korában vett fel, mindössze egy nap alatt, ahogy a címe is mutatja. Az albumon barokk hegedűn játszik, barátai csellón, csembalón és fuvolán kísérik. Hossza ellenére inkább csak demónak tartotta az albumot, de megjelentette, mert rajongói, akik rockkoncerteken hallották, szerették volna hallani, ahogy klasszikus zenét játszik, hogy többet halljanak a hegedűből. 2000-ben megjelent első verseskötete is, az Across the Sky & Other Poems. Ez 2005-ben újra megjelent Your Sugar Sits Untouched címmel, hangoskönyv formájában, zenei kísérettel.

### 2001–04:Enchantés közreműködések

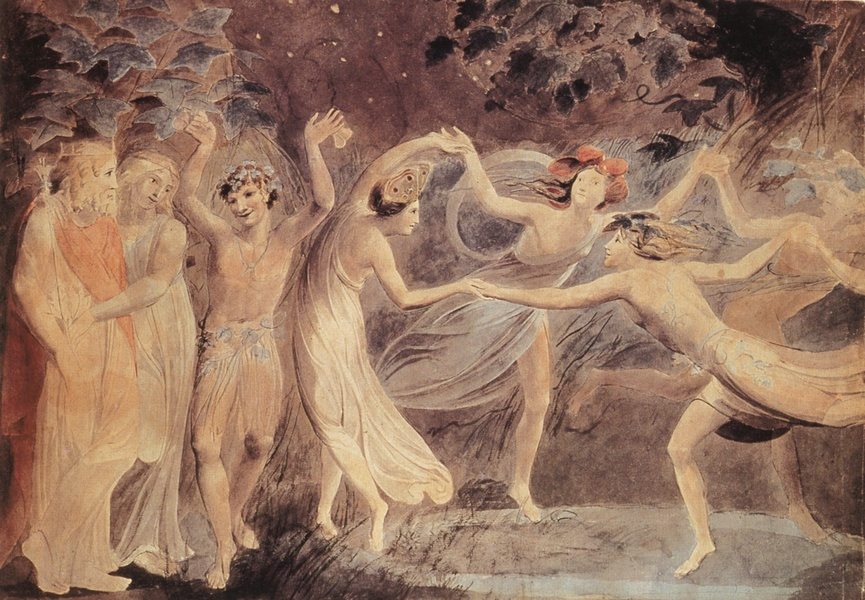
Az Enchant album készítésekor Emilie a folklórban szereplő tündérekből merített ihletet.

2001-ben felvételi munkálatok részeként utazott az illinoisi Chicagóba, ahol végül ott maradt, mert tetszett neki a helyi zenei élet és a tömegközlekedés. Ebben az évben, az Enchant album munkálatainak befejezése közben jelent meg Chambermaid című középlemeze, melynek stílusát fantasy rock és cabaret keverékeként aposztrofálta, és a szeptember 11-ei terrortámadás után kiadott jótékonysági kislemeze, a By the Sword. A dal Emilie szerint nem az erőszakról, hanem az erőről szól, és az, hogy „a kardra esküszöm”, jelkép, „megszeghetetlen ígéret a rossz jóvá tételére, a hűnek maradásra”. 2003. február 26-án megjelent az Enchant című koncepcióalbum, melyen számos zenei stílus felfedezhető: New Age, pop és trip-hop kamarazene. Témáját a természetfölötti és a modern világra gyakorolt hatása adja. Stílusa Emilie szerint „fantasy rock”, „álmokkal, mesékkel, szellemekkel és tündérekkel, akik leharapják a fejed, ha meg mered érinteni őket”. Az album borítófüzetében szerepelt a tündérmese-témájú „Enchant Puzzle”, aki elsőnek megoldotta, az tündérekkel kapcsolatos ajándékokat kapott.
Az Enchant megjelenésének idejében Emilie-nek számos más zenei projektje is volt: a Convent együttes, melyben mind a négy hangot ő énekelte fel; a Ravensong klasszikus barokk együttes, melyet barátaival alapított Kaliforniában, és a The Jane Brooks Project, melyet valós személyről, a 16. században boszorkányságért kivégzett Jane Brooksról nevezett el. Ezen együttesek egyikének sem jelent meg stúdióalbuma, bár 2003-ban Emilie tervezte, hogy a Ravensong dalait lejátssza a rádióban, hogy rajongói addig is kapjanak valamit, amíg a stúdiómunkálatok befejeződnek. Egy 2003-as interjúban a The Jane Brooks Project albumának – melynek munkacíme először The Jane Brooks Songbook Volume I, később The Jane Brooks Project: Volume I volt – megjelenését 2004 elejére tette; 2007 júliusának végén pedig azt nyilatkozta, hogy az album „majdnem kész és épp keverik.” A Convent egyetlen dala, a Find Me a Man megjelent Emilie 2007-es, A Bit o’ This & That című válogatásalbumán.
Az Enchant megjelenése alkalmából tartott rendezvényen Emilie megtudta, hogy Courtney Love meghívta őt, hogy működjön közre America's Sweetheart című albumán, és kísérje el a turnéra is. Emilie hegedült és énekelt is az albumon, majd Love kísérőzenekarának, a The Chelsea-nek a tagja lett Radio Sloannel, Dvin Kirakosiannal, Samantha Maloneyval és Lisa Leveridge-dzsel együtt a 2004-es turné erejéig. Emilie hegedűjátékának nagy része nem került fel az album végleges változatára. „Ez biztosan annak köszönhető, hogy kis francia vakációnk után teljesen új producerek vették át az irányítást a projekt felett, és gondosan kiszórtak mindent, amit felvettünk.” 2004. március 17-én élőben is fellépett Love-val és a The Chelsea-vel David Letterman műsorában, majd másnap a Bowery Ballroomban. 2004 szeptemberében Emilie apja meghalt tüdőrákban, bár már húsz évvel korábban abbahagyta a dohányzást. 2004 végén Emilie szerepelt a HGTV Crafters Coast to Coast című kézműves műsorában, ahol azt mutatta be, hogy lehet tündérszárny és szusi ihletésű szappant készíteni – mindkét termék kapható volt online „web design és divatházában”, a WillowTech House-ban. 2004. december 23-án a chicagói WGN televízió műsorában lépett fel hegedűsként, Billy Corgan és Dennis DeYoung We Three Kings című duettjét kísérte.

### 2005–09:Opheliac, Laced/UnlacedésA Bit O’ This & That

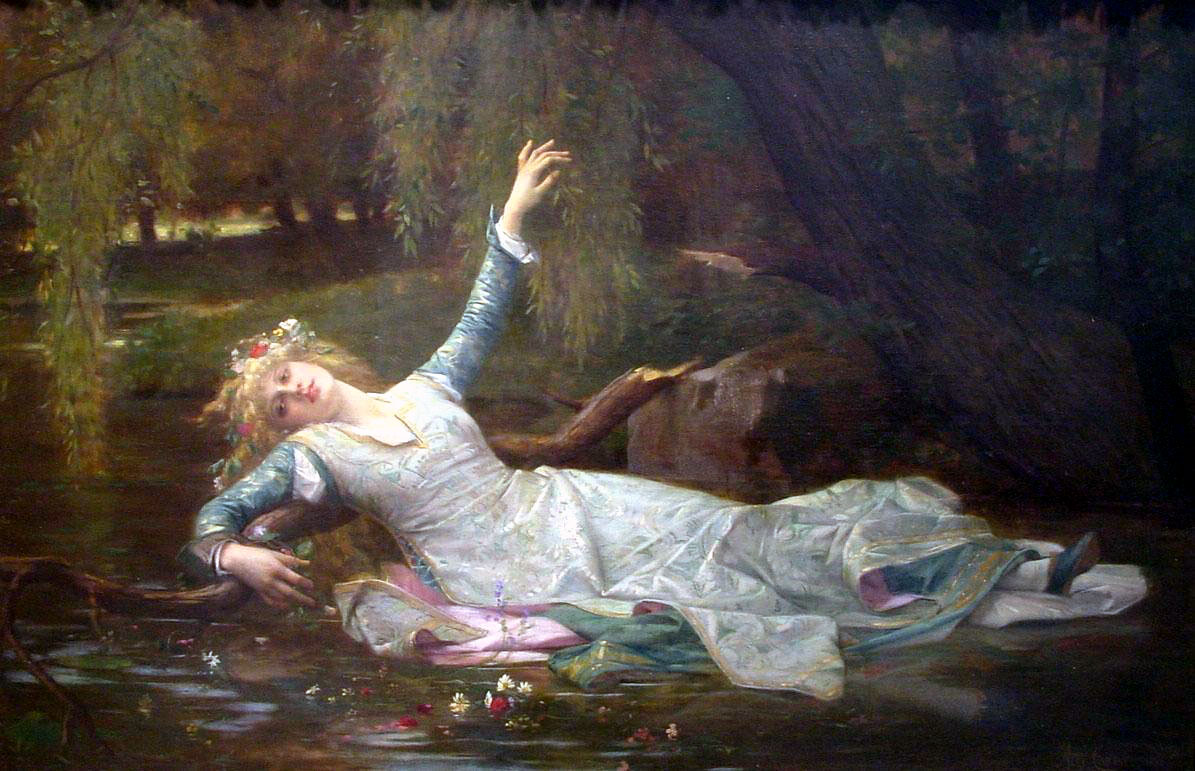
Az Opheliac Shakespeare Hamletjének Opheliájára utal, akivel Emilie lelki közösséget érez, és aki az önpusztító nő archetípusa.

Emilie 2004 augusztusában kezdett Opheliac című koncepcióalbumán dolgozni a chicagói Mad Villain Stúdióban. 2005 augusztusában ő tervezte a ruhákat Corgan Walking Shade című számának videóklipjéhez; hegedült és énekelt is Corgan 2005-ben megjelent The Future Embrace albumának DIA című dalában. 2005 végén szintén hegedült és énekelt az Attrition együttes The Gates of Eternity című dalában, mely All Mine Enemys Whispers: The Story of Mary Ann Cotton című albumukon szerepel; a 2008-ban megjelent koncepcióalbum Mary Ann Cotton 19. századi sorozatgyilkossal foglalkozik. Emilie később tiltakozott a dal megjelentetése ellen, azt állította, még befejezetlen, az engedélye nélkül változtattak rajta, és nem tervezte így megjelentetni.
2006 januárjában előadta Misery Loves Company című új dalát a WGN-en, szeptemberben pedig maga az album is megjelent a Trisol Music Group német kiadónál. 2006 tavaszán saját kiadójánál, a Traitor Recordsnál korlátozott példányszámban megjelentette az Opheliac középlemezt, ízelítőként az albumból; mikor a megrendeléseket kellett volna teljesíteni, irodáit kirabolták, emiatt késlekedtek a postázással és az album felvételeivel is. Az Opheliac Emilie jellemzése szerint „egy minden szempontból megváltoztató, halált hozó élmény dokumentálása”. A Liar című dalhoz egy időbe olyan videóklipet tervezett, amelyben vérben úszó fürdőkádak láthatóak. Opheliac című száma 2007-ben felkerült a ZYX Music által megjelentetett 13th Street: The Sound of Mystery, Vol. 3 és az Alfa Matrix által kiadott Fuck the Mainstream, Vol. 1 című albumokra. 2006. október 9-én Emilie vendégszerepelt a Metalocalypse című Adult Swim-rajzfilmben, majd az ezt követő, 2007-ben megjelent The Dethalbumon. 2006 novemberében megjelentette Liar/Dead Is the New Alive című középlemezét, melyen új dalok mellett az Opheliac album egyes dalainak remixei szerepeltek.
2007 márciusában jelent meg Laced/Unlaced című instrumentális albuma, melynek első lemeze, a Laced az On a Day… című album új kiadása, az Unlaceden pedig új dalok szerepelnek. Azért döntött úgy, hogy első albumát is megjelenteti az újjal együtt, mert úgy érezte, szép kontrasztot alkot a metalos hangzású Unlaceddel, és tetszett neki, hogy „tökéletes jelképe az akkornak és a mostnak”. Ebben az évben fellépett a német Wave Gotik Treffen és M’era Luna Festival rendezvényeken. Később megjelent A Bit O’ This & That című albuma, melyen saját dalai mellett The Beatles- és The Smiths-feldolgozások, valamint klasszikus zenei darabok szerepelnek. 2008-ban jelent meg 4 o’Clock című középlemeze, rajta az Opheliac album dalainak remieivel, új dalokkal és felolvasott részlettel The Asylum for Wayward Victorian Girls című önéletrajzi regényéből. Ugyanebben az évben még egy középlemeze jelent meg, Girls Just Wanna Have Fun & Bohemian Rhapsody címmel, melyen a címadó Cyndi Lauper- és Queen-dal feldolgozása, előbbinek négy remixe és pár saját dal szerepel. Egy évvel később felbontotta szerződését a Trisol Music Grouppal, csatlakozott a The End Recordshoz és 2009. október 27-én az Egyesült Államokban is megjelentette az Opheliacot; korábban csak importként volt kapható. Az új, kétlemezes változaton új dalok is helyet kaptak, valamint videóklip, képek és részlet a The Asylum for Wayward Victorian Girlsből.
Saját dalainak megjelentetése mellett más zenészekkel is együttműködött. Hegedült és énekelt a Die Warzau együttes Dry című számában, és szerepelt a csapat Born Again című videóklipjében is. Hegedült az OTEP 2009-ben megjelent Smash the Control Machine albumának UR A WMN NOW című számában. Emellett filmzenealbumon is megjelent két dala: a 4 o’Clock középlemezen szereplő Organ Grinder a Fűrész III filmzenealbum európai kiadásán, az Opheliacról származó Dead Is the New Alive egy remixe pedig a Fűrész IV nemzetközi változatán.

### 2010–jelenleg:Fight Like a Girl
2010 júniusában Emilie a Twitteren F.L.A.G.-ként utalt új albumára, később elárulta, hogy a teljes cím Fight Like a Girl. A címet ('Küzdj úgy, mint egy lány') úgy magyarázta, hogy önvédelem becsület vagy szabályok nélkül. Az album Emilie tervei szerint „kicsit erőszakosabb, véresebb és kicsit több benne a metal”, egyben az Opheliac folytatása lesz, melyben az elmegyógyintézeti ápoltak visszavágnak kínzóik ellen. 2010. augusztus 30-án bejelentette, hogy megoperálják az állát.

## Stílusa és ihletői

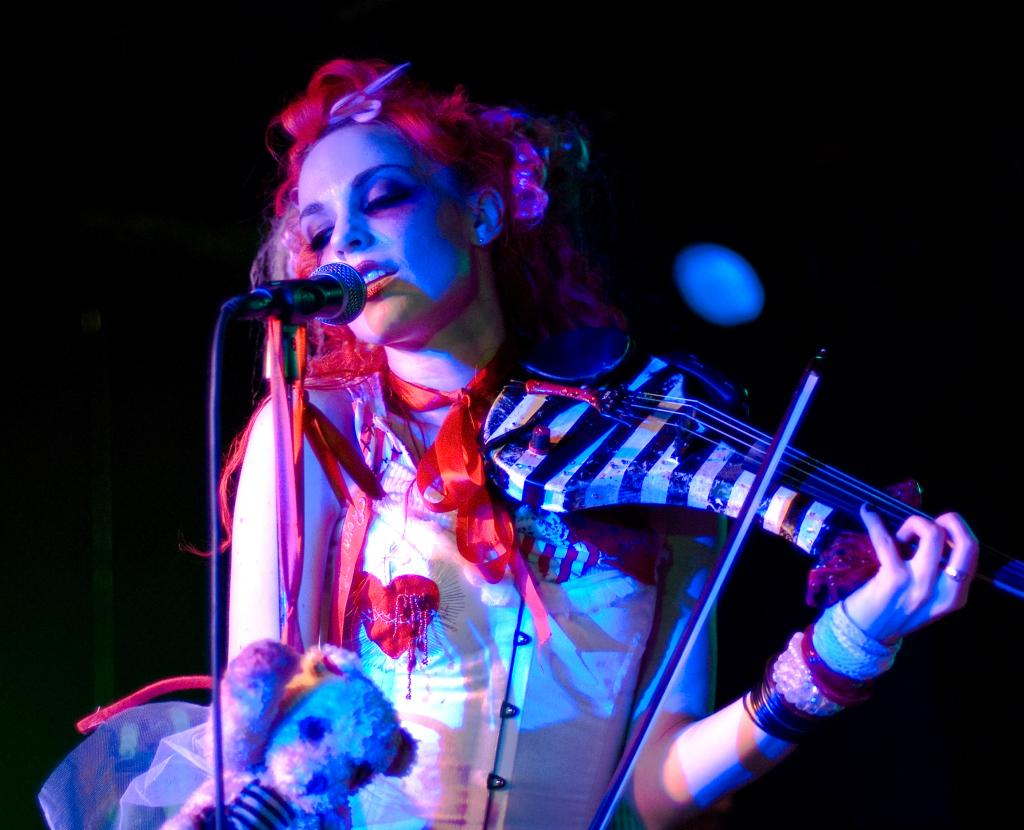
Emilie 2007-ben Frankfurtban

Emilie zenéjében számos stílus fellelhető. Hangja a Kontraalttól a drámai szopránig terjed, hasonlították Tori Amoshoz, Kate Bushhoz és a The Creatureshöz. Albumai közül az On a Day… és a Laced/Unlaced instrumentális, hármon – Enchant, Opheliac, A Bit o’ This & That – hallható az éneke. A 2003-ban megjelent Enchant „a New Age kamarazenéből, a trip-hop barokkból és az experimentális űrpopból” merít”. Emilie gyakran rétegezi a hangját, és elektronikus effektusokat is használ; egyes dalaiban egyforma jelentőséggel szerepel a zongora és a hegedű, másokban vagy az egyik, vagy a másik játssza a főszerepet. A 2006-ban kiadott Opheliac „cabaret, elektronikus, szimfonikus, New Age, rock & roll (és egy rendes adag teatralitás)”.
Emilie gyakran merít ihletet drámákból, regényekből és történelemből, különösen a viktoriánus korból. Szereti Shakespeare, Elizabeth Barrett Browning, Robert Browning és Edgar Allan Poe műveit. Zenéjébe belekever viktoriánus gépi hangzásokat is, például a gőzmozdonyét, ami szerinte „amolyan steampunk dolog”. Bár régebben azt mondta, Itzhak Perlman nagy hatással volt rá, mert úgy érezte, Perlman boldog volt, amikor játszott, fő példaképe és ihletforrása Nigel Kennedy angol hegedűs. Kedvenc énekese Morrissey a The Smiths együttesből. Dalaihoz élettapasztalataiból merít ihletet, majd „több rétegnyi utalást, kapcsolatot, más történetet és metaforát” kever hozzá. Saját maga „pszichotikus vaudeville burleszkként” jellemzi zenéjét és stílusát, de használja rá a saját maga alkotta „victoriandustrial” kifejezést is, illetve nevezi glam rocknak is, mert koncertjein rengeteg csillámport használ. Indusztriálisnak főleg a dobok használata és a kiabálás miatt nevezi. azt is kijelentette, hogy nem célja, hogy a zenéje „cuki” legyen.
Koncertjeit „vacsoraszínház”-nak nevezi, mert gyakran dobál teát és teasüteményt a közönségnek. Fellépéseire nagy hatással van a burleszk – „műsor, ami főként humort és szexualitást használ a társadalmi és politikai jelenségek kifigurázására” –. ezzel ellensúlyozza az olyan komorabb témákat, mint a zaklatás és az öncsonkítás. A koncerteken Emilie kézzel készített fellépőruhát visel, pirotechnikai trükkök és egyéb teátrális elemek is helyet kapnak. Kísérőzenekara, a The Bloody Crumpets tagjai: Veronica Varlow, Captain Maggot, The Blessed Contessa és Aprella; korábbi tagok: Little Lucina és Ulorin Vex modell. Emilie szeretné, ha koncertjei „kiállás lennének az elnyomás ellen”.

## Megjelenése
Emilie bipoláris zavarban szenved, ami durva hangulatváltozásokkal, álmatlansággal és hallucinációkkal jár együtt. and takes medication for it. Opheliac című albumán több dal – a Manic Depression, a Swallow és a Misery Loves Company – ezzel a témával foglalkozik. Bár szívesebben lenne egészséges „és valószínűleg sokkal boldogabb”, úgy véli, a betegség segít, hogy különböző nézőpontból lássa az életet, ezért „kihasználja belőle, amit lehet, hogy ne az áldozata legyen”. Hatéves korától kezdve zaklatták, élete során nemi erőszakot is átélt. A védelem szimbólumaként, és hogy hírnevére emlékeztesse, gyakran rajzol arcára szívet.
Emilie aszexuális és tizenegy éves kora óta vegetáriánus, mert nem értette, mi a különbség a húsukért tartott állatok és a házikedvencek elfogyasztása között. Tízes évei vége felé vegán lett. Úgy érzi, az, hogy egy társadalom hogy bánik az állatokkal, kapcsolatban áll azzal, ahogy a nőkkel bánnak. Van két patkánya, Sir Edward és Basil, valamint egy macskája, Fish vagy Fishy. Támogatja a Manic Panic és a Samson Tech cégeket.

### Elmegyógyintézet és önéletrajzi regény
Mikor hazatért Courtney Love 2004-es turnéjáról, Emilie újra dolgozni kezdett saját dalain. Ekkor teherbe esett, annak ellenére, hogy fogamzásgátlót szedett. Mivel rettegett a terhességtől (tokofóbia) és nem akarta továbbörökíteni bipoláris zavarát, elvetette a gyermeket. Később öngyilkosságot kísérelt meg, majd egy Los Angeles-i kórház pszichiátriai osztályára került. Később így emlékezett vissza rá: „Senki nem próbált kihozni onnan vagy kapcsolatba lépni velem, és nem engedték, hogy bárkit is felhívjak. Amikor a Száll a kakukk fészkére című filmet néztem, rájöttem, hogy elég pontos ábrázolása egy modern kori elmegyógyintézetnek.”
Miután kiengedték, a cellája számát a jobb karjára tetováltatta megemlékezésül, majd megírta The Asylum for Wayward Victorian Girls ('Elmegyógyintézet makacs viktoriánus lányoknak') című önéletrajzi regényét, mely 2010-ben jelent meg. Mivel önéletrajzi témájú, a megjelenéssel várni kellett, mert voltak, akik nem akarták, hogy napvilágot lásson. A regény Emilie-nek az elmegyógyintézetben vezetett, vörös zsírkrétával írt naplóján alapul, beszélő patkányok és egy Emily nevű Viktória-korabeli elmegyógyintézetbe zárt lány szerepelnek benne. Emilie szerint a könyv egyik fő üzenete, hogy az intézetlakók közül sokan nem őrültek, és az elmebetegség a mai napig félreértett téma.

## Diszkográfia

### Albumok
- On a Day: Music for Violin & Continuo (1997, megjelent a Laced/Unlaced részeként is 2007-ben)
- Enchant (2003, új kiadás: 2007)
- Your Sugar Sits Untouched (2005, CD és verseskötet)
- Opheliac (2006, új kiadás: 2009)
- Laced/Unlaced (2007)
- A Bit o’ This & That (2007)
- Fight Like A Girl (2012)
- The Asylum for Wayward Victorian Girls: Behind the Musical (2018)

### Középlemezek
- Chambermaid (2001)
- By the Sword (2001)
- Opheliac EP (2006)
- Liar/Dead Is the New Alive (2006)
- 4 o’Clock (2008)
- Girls Just Wanna Have Fun/Bohemian Rhapsody (2008)

### Vendégszereplések
- Háttérvokálok és hegedű Courtney Love America’s Sweetheart albumán (2003)
- Háttérvokálok és hegedű Billy Corgan The Future Embrace albumán (2005)
- Hegedű a Dethklok The Dethalbum albumán (2007)
- Organ Grinder című dala szerepelt a Fűrész III filmzenealbumon
- A Dead Is the New Alive remixe szerepelt a Fűrész IV filmzenealbumon
- Hegedű OTEP negyedik, Smash the Control Machine (2009) című albumának UR A WMN NOW című számában
- Vokálok és hegedű a Die Warzau Dry című számában

## Könyvek
- Across the Sky & Other Poems (versek, 2000)
- Your Sugar Sits Untouched (versek, 2005)
- The Asylum for Wayward Victorian Girls (2010)